# Linaria micrantha
Linaria micrantha är en grobladsväxtart som först beskrevs av Antonio José Cavanilles, och fick sitt nu gällande namn av Johann Centurius von Hoffmannsegg och Link. Linaria micrantha ingår i släktet sporrar, och familjen grobladsväxter. Inga underarter finns listade i Catalogue of Life.

## Bildgalleri

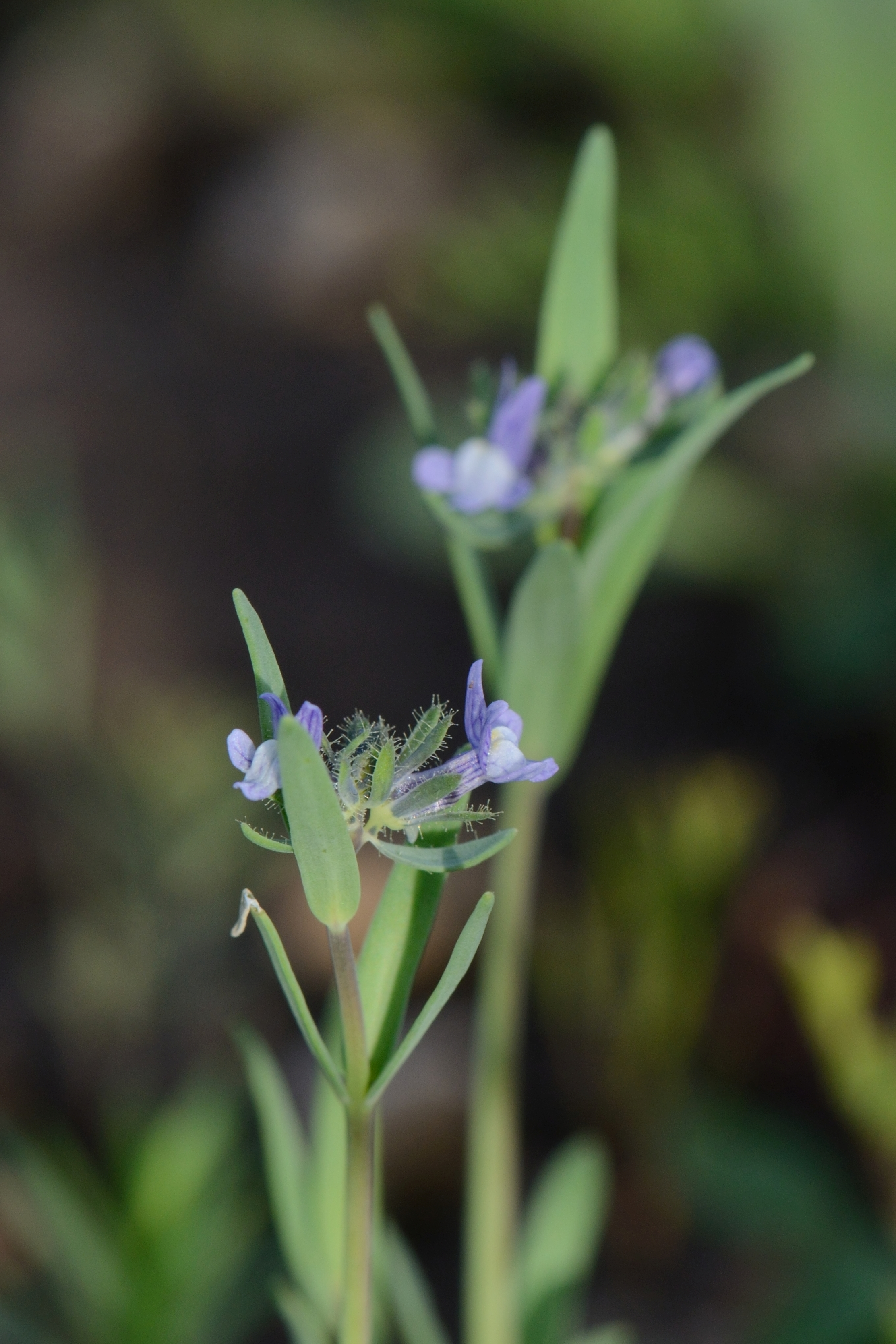